# فيسنتي هيريرا زيليدون
فيسنتي هيريرا زيليدون (بالإسبانية: Vicente Herrera Zeledón)‏ (و. 1821 – 1888 م) هو سياسي، ومحام، وقاض من كوستاريكا ولد في سان خوسيه، كوستاريكا.
تولى منصب رئيس .